# Amor i passió
Amor i passió (títol original: Love & Rage) és una pel·lícula britànico-irlandesa-alemanya de 1998, dirigida per Cathal Black i protagonitzada per Greta Scacchi, Daniel Craig i Stephen Dillane. Ha estat doblada al català.
Una obra d'obsessió romàntica amb un gir violent, Amor i passió, inspirada en fets reals i parcialment filmada a la casa on els esdeveniments reals van tenir lloc, es va estrenar directament al mercat de vídeo i DVD.

## Argument
Ambientada a l'Illa Achill, Irlanda, 1896. James Lynchehaun (Daniel Craig) és un camperol irlandès molt intel·ligent i murri. Agnes MacDonnell (Greta Scacchi) és una anglesa divorciada, rica i independent que s'involucra íntimament amb Lynchehaun quan ell se les arregla per ser l'administrador de la seva propietat, “The Valley House”.
Amor i passió és l'adaptació d'una novel·la basada en fets reals escrita per James Carney, The Playboy and the Yellow Woman. L'anti-heroi de la història, Lynchehaun, que també va servir d'inspiració a John Millington Synge per a la seva obra The Playboy of the Western World (1907), hi és descrit com "l'home que li va arrencar el nas d'una mossegada a la Dama de Groc”. James Joyce també va esmentar a James Lynchehaun en el seu cèlebre Ulisses.
La pel·lícula es va rodar a la casa de l'Illa d'Achill, al Comtat de Mayo, on van tenir lloc els esdeveniments en la vida real. Agnes MacDonnell, el personatge interpretat per Greta Scacchi, va continuar vivint a l'illa fins a la seva mort el 1926 i portava una placa de plata sobre el seu nas i un vel sobre el seu rostre per ocultar l'horrible desfiguració causada per l'atac de Lynchehaun. Aquest es va identificar com a membre de la Germanor Republicana Irlandesa i va al·legar que el seu atac estava motivat per raons polítiques. Condemnat a cadena perpètua, set anys més tard va aconseguir escapar de la presó a Irlanda i va fugir als Estats Units, on, malgrat els esforços del govern britànic, el Tribunal Suprem es va negar a extradir-lo en considerar que el seu atac a Agnes era un delicte polític. Per als nord-americans, britànics i, sobretot, pels espectadors d'Irlanda, la pel·lícula manté una gran rellevància política.

## Repartiment
- Greta Scacchi: Agnes MacDonnell
- Daniel Craig: James Lynchehaun
- Stephen Dillane: Dr. Croly
- Valerie Edmond: Biddy
- Donal Donnelly: Sweeney